# Друган
Друга́н (болг. Друган) — село в Перницькій області Болгарії. Входить до складу общини Радомир.

## Населення
За даними перепису населення 2011 року у селі проживали 432 особи, з них 425 осіб (99,8%) — болгари.
Розподіл населення за віком у 2011 році:
Динаміка населення: